# Гремячка (Саратовская область)
Гремячка — село в Новобурасском районе Саратовской области.

## География
Гремячка располагается в 60 километрах севернее Саратова и 19 километрах западнее Новых Бурасов. Ближайшая железнодорожная станция Приволжской региональной железной дороги находится в Петровске в 32 километрах.
В районе села находится курган, возникновение которого предположительно относится к эпохе Железного века, глубокие овраги и впадины, образованные ледниками примерно 40 тыс. лет назад.

## Население
| 2002 | 2010 |
| ---- | ---- |
| 571  | ↘502 |

## История
Начиная с середины XVII столетия в практически не заселённом правобережье Волги, через которое проходила юго-восточная граница русского государства, начали строиться оборонительные сооружения и образовываться военные лагеря. Укреплённое поселение Гремячка было основано в 1699 году у одноимённой речки для защиты помещичьих земель от набегов кубанских и крымских татар, разбойничьих отрядов беглых холопов и воровских донских казаков. Заселена сторожевая слобода была пахотными солдатами.
К XIX веку село разрослось, численность населения достигла 2500 человек. Была построена православная церковь, открылась земская школа, функционировали мельницы, сапожная мастерская, сельская расправа. В начале XX века село вместе с находившейся от него в 3 километрах деревней Красная Речка образовывало Гремячинскую волость. По данным переписи населения 1911 года в Гремячке проживало 3712 человек (в Красной Речке — 1061).
В разгар Первой мировой войны страну охватили стачки и народные волнения, не обошедшие стороной и Гремячинскую волость, в которой начались крестьянские выступления против местных помещиков. После Февральской революции в период двоевластия в Гремячке устанавливается советская власть. С началом гражданской войны многие жители села добровольно пополнили ряды Красной армии. 24 июля 1928 года Гремячка вошла в состав новообразованного Новобурасского района, а годом позже в селе был создан один из первых колхозов района «Прогресс».
В настоящее время Гремячка входит в состав Лоховского сельского поселения.

## Достопримечательности
Сохранившаяся в Гремячке каменная однопрестольная церковь Николая Чудотворца была построена тщанием прихожан в 1821 году и является одной из старейших на территории Саратовской области. К приходу также была приписана соседняя деревня Красная Речка, в которой находилась церковно-приходская школа. В годы советской власти храм был закрыт. В настоящее время здание, в котором сохранились росписи с ликами святых, оконные рамы и решётки, находится в заброшенном состоянии.

## Инфраструктура
Имеется средняя общеобразовательная школа, ТОО «Гремяченское» занимается производством молочной продукции, посадочного материала и других товаров для сельскохозяйственного производства. 8 сентября 2000 года в селе при военно-патриотическом клубе Саратовского отдельного казачьего округа был открыт кадетский класс.

## Известные уроженцы
Пономарёв Иван Фёдорович (род. 1907) — полный кавалер ордена Славы.